# Нідерланди на зимових Олімпійських іграх 1988
Нідерланди брала участь в Зимових Олімпійських іграх 1988 року у Калгарі (Канада) в тринадцятий раз за свою історію, і завоювала дві срібні, три золоті і дві бронзові медалі.

## Медалісти
| Нідерланди на олімпіаді 1988 року в Калгарі | Нідерланди на олімпіаді 1988 року в Калгарі | Нідерланди на олімпіаді 1988 року в Калгарі | Нідерланди на олімпіаді 1988 року в Калгарі | Нідерланди на олімпіаді 1988 року в Калгарі |
| Медалі                                      | Спортсмени                                  | Вид спорту                                  | Дисципліна                                  | Результат                                   |
| ------------------------------------------- | ------------------------------------------- | ------------------------------------------- | ------------------------------------------- | ------------------------------------------- |
| Золото                                      | Івонн ван Генніп                            | Ковзанярський спорт                         | 1 500 метрів, жінки                         | 2.00,68                                     |
| Золото                                      | Івонн ван Генніп                            | Ковзанярський спорт                         | 3 000 метрів, жінки                         | 4.11,94 (VR)                                |
| Золото                                      | Івонн ван Генніп                            | Ковзанярський спорт                         | 5 000 метрів, жінки                         | 7.14,13 (VR)                                |
| Срібло                                      | Лео Віссер                                  | Ковзанярський спорт                         | 5 000 метрів, чоловіки                      | 6.44,98                                     |
| Срібло                                      | Ян Йкема                                    | Ковзанярський спорт                         | 5 000 метрів, чоловіки                      | 36,76                                       |
| Бронза                                      | Герард Кемкерс                              | Ковзанярський спорт                         | 5 000 метрів, чоловіки                      | 6.45,92                                     |
| Бронза                                      | Лео Віссер                                  | Ковзанярський спорт                         | 10 000 метрів, чоловіки                     | 14.00,55                                    |

## Ковзанярський спорт
Чоловіки
| Дисципліна | Спортсмен        | Гонка    | Гонка |
| Дисципліна | Спортсмен        | Час      | Місце |
| ---------- | ---------------- | -------- | ----- |
| 500 m      | Менно Боелсма    | 37.52    | 16    |
| 500 m      | Гейн Вергеєр     | 37.80    | 24    |
| 500 m      | Ян Йкема         | 36.76    | 2     |
| 1000 m     | Менно Боелсма    | 1:15.34  | 24    |
| 1000 m     | Гейн Вергеєр     | 1:14.62  | 15    |
| 1000 m     | Ян Йкема         | DNF      | –     |
| 1500 m     | Гейн Вергеєр     | 1:56.63  | 27    |
| 5000 m     | Герберт Дійкстра | 6:54.63  | 13    |
| 5000 m     | Герард Кемкерс   | 6:45.92  | 3     |
| 5000 m     | Лео Віссер       | 6:44.98  | 2     |
| 10,000 m   | Герберт Дійкстра | 14:22.53 | 11    |
| 10,000 m   | Герард Кемкерс   | 14:08.34 | 5     |
| 10,000 m   | Лео Віссер       | 14:00.55 | 3     |

Жінки
| Дисципліна | Спортсмен        | Гонка      | Гонка |
| Дисципліна | Спортсмен        | Час        | Місце |
| ---------- | ---------------- | ---------- | ----- |
| 500 m      | Крістін Аафтінк  | 41.22      | 17    |
| 500 m      | Інгрід Гарінґа   | 41.12      | 15    |
| 1000 m     | Крістін Аафтінк  | 1:21.63    | 12    |
| 1000 m     | Інгрід Гарінґа   | 1:23.15    | 21    |
| 1500 m     | Івонн ван Генніп | 2:00.68 OR | 1     |
| 1500 m     | Маріці Стам      | 2:07.00    | 12    |
| 3000 m     | Івонн ван Генніп | 4:11.94 WR | 1     |
| 3000 m     | Інгрід Паул      | DSQ        | –     |
| 3000 m     | Маріці Стам      | 4:28.92    | 16    |
| 5000 m     | Івонн ван Генніп | 7:14.13 WR | 1     |
| 5000 m     | Інгрід Паул      | 7:40.67    | 14    |
| 5000 m     | Маріці Стам      | 7:38.02    | 13    |